# Žlabor
Žlabor je naselje u slovenskoj Općini Nazarju. Žlabor se nalazi u pokrajini Štajerskoj i statističkoj regiji Savinjskoj. 

## Stanovništvo
Prema popisu stanovništva iz 2002. godine naselje je imalo 123 stanovnika.